# ハイカム
ハイカムは、カムのうち、通常のカムプロフィールよりもバルブリフト、バルブオーバーラップを大きくしたもののことである。レース用に用いられる他、市販車においても可変バルブ機構によって通常カム、ハイカムを切り替えられるものもある。ハイカムは正式にはハイリフトカムシャフトと呼ばれる。欧米圏ではただハイカムと呼んだ場合、OHVにおいてカムシャフトの位置をシリンダーブロックの上方に置くことでプッシュロッドの短縮化を図ったハイマウントカムシャフトと混同される事がある。

## 概要
4ストローク機関における、エンジンの高出力化を目的とした部品。レースにおいてハイカムの装着はエンジンチューニングでは定番とも言える。通常の公道仕様車のカムプロフィールに比べ、エンジン特性を高回転寄り（ピーキー）なものにする。
ハイカムの製造工程には大きく分けて二つあり、一つは無垢の鋼材（ビレット）から全く新規にカムシャフトを削り出す方法と、純正のカムシャフトを加工してハイリフト状態を生み出す方法があり、それぞれ形状の特徴が異なってくる。

### 形状の違い
カムシャフトの構成要素としてカム山の頂点の高さ、カム山の幅の広さ、カムシャフト側の円周の直径（ベース円）とカム山高さとの比率などが挙げられる。
最初からハイカムとして製造されたカムシャフトは、カムシャフト側の円周の直径（ベース円）は変化させず、カム山の頂点をノーマルよりも高くすることでバルブリフトを高くし、カム山の幅を広くすることで作用角を増大させている。カム山の幅は回転方向に対して前面側を広げることでバルブの開くタイミングを早め、回転方向に対して後方側を広げることでバルブの閉じるタイミングを遅くすることができる。IN、EX側双方のバルブタイミングを変化させることでバルブオーバーラップも変化させられるようになり、場合によってはカム山の頂点の位相自体をノーマルよりも大きくずらしてさらなるプロフィールの変化を狙う場合もある。ビレットから削り出す場合、これらの組み合わせの選択により、原則としてはバルブの開いている時間を長くして、より多くの混合気や排気ガスを吸排気できるようにすることを目的に新造される。
逆に、純正のカムシャフトを加工する場合には、カム山ではなくカムシャフト側の円周の直径（ベース円）を小さく再加工することで、実質的なバルブリフト量を増大させることができる。例えばロッカーアームを用いない（=ロッカー比1:1の）直打式DOHCのカムシャフトにおいて、ベース円を1 mm切削すると、加工前と同じカム山の高さでも1 mmバルブリフト量が増大し、作用角も切削量に比例してより増大する方向に変化する。しかし、ベース円を切削した分だけタペット隙間が広がるため、タペット再調整をするには、シム式タペットの場合にはより厚手のシムが必要となり、バルブトレインの重量が増大する要因となる。また、ネジ式タペットの場合には切削量とロッカー比に比例した長さ分ネジを突き出し直す必要があり、ネジの長さによっては調整しろの不足を招く恐れがあり、ラッシュアジャスターの場合にも切削量が調整しろを越えてしまった場合に同様の不具合が発生しうる。また、カム山の頂点の位相自体はノーマルと変わらないため、ビレットからの削り出しカムほど極端なプロフィールの変更を行うことはできない。

### 効果
一般に装着するとオーバーラップとバルブリフト量の増大により高回転時の空気充填量が望める。一方で低回転域から中回転域では流速低下という弊害があり、レース用ハイカムにおいてはアイドリングすらしなくなることもある。この現象は主にシングルスロットル車に作用角の大きいカムを組み込んだときに起こりやすい。これはオーバーラップが大きすぎることでサージタンク内にエアが逆流してしまい、それが吸気干渉を引き起こすことによって起きている。対策としては、各気筒独立スロットルの採用などが挙げられる。

## チューニングの点からのハイカム
現在「タービン交換するよりも先に組んだほうが良い」と呼ばれているぐらいにホットな商品になっている。というのも、ここ数年「ノーマルエンジン対応」のハイカムが各社からリリースされたからである。今まではリセス加工済みのピストンにしか対応しない商品が多かったが、東名パワードのコンプリートエンジン発売と共にリリースされた「ポンカム」がその低速から立ち上がるトルクカーブ特性、そして専用コンピューターをセットで販売されたので、セッティングもいらないと大ヒット。各社もそれに追随するようにノーマルエンジン対応のハイカムを出すに至った。
もちろんパワー嗜好のユーザー向けにノーマルエンジン非対応の商品もリリースされている。非対応とはいえ、バルブスプリングの交換程度で済むカムもあれば、ピストンがリセス加工済みであることが条件であるもの、究極的にはヘッド側にカムが当たらないように切削加工が必要になるものまである。
基本的にはカム角が大きくなればなるほど高回転高パワー、小さければ低回転高トルクの仕様になると言われているが、ターボ車ではある程度の角度を選ばないと、過給された空気が上手く燃焼室内に入らないため、ブーストアップからポン付けタービンレベルでは256から264度がベストマッチだと言われている。

## 純正カムにおけるプロフィールの違い
社外品のハイカムを購入して使用する手法の他には、その車と同一エンジンを搭載した他車種・他グレード用のカムを流用してハイリフト化を図ることも、広義の意味でのハイカム化と言える。
特に、ターボエンジンとNAエンジンの両方がラインナップされている車種においては、充填効率向上のためにNAカムの方がバルブリフト量が大きい場合があるため、カムプロフィールを調査してこうしたカムを流用することもチューニングアップのコツの一つといえる。
ただし、ロッカーアームを使用したシリンダーヘッドの場合、後述の通りロッカーアームの長さによってカムの性格が変化するため、流用元のエンジンと流用先のエンジンの間でロッカーアームの寸法が異なっていないかを事前に確かめた上で組まなければ、本来のカムプロフィール通りの動作が行えなくなってしまう。特にロッカーアームの部品番号が異なる場合、単にラッシュアジャスターかメカニカルタペットかの違いだけであれば問題はないが、タペット形式が同じなのに部品番号が異なる場合は、カムシャフトよりもロッカーアーム比の変化によるバルブリフト量変化に比重を置いてカムプロフィールの設計がされている可能性がある。
カワサキ・ニンジャZX-12Rの初期モデルに対し、後のモデルチェンジで無難なカムプロフィールに変更された。

## ロッカーアーム式ヘッドでのハイカム
SOHCやOHVエンジンなどではカムからバルブへの駆動伝達にロッカーアームが用いられている。これらのヘッドの場合、ロッカーアームを交換してロッカーアーム比（ロッカーアームレシオ）の変更でハイリフト化を行う手法が存在する。このため、たとえノーマルカムであっても特定のロッカーアームとの組み合わせでハイカムと同様の効果を得られる場合もある。
上記と逆の事例として、ローラーロッカーアームを採用しているシリンダーヘッドからロッカーアームを流用する場合が挙げられる。
この場合、元のスリッパー式ロッカーアームと流用するローラーロッカーアームの長さをよく確かめ、ローラーロッカーアームの方が長さが短いようであれば、カムシャフトもローラー式のシリンダーヘッドのものを用いなければ、バルブリフト量やバルブオーバーラップが減少して性能低下に繋がってしまう。こうなると、たとえスリッパー式ロッカーアーム用のハイカムを組んでも、バルブリフト量の実測値がローラー式ヘッド用の純正カムを上回れなければ性能向上は望めない。
このため、OHVエンジンでのローラーロッカーアーム化が盛んな海外では、ローラーロッカーアームに組み合わせる専用のカムシャフトをローラーカムと呼び、スリッパー式の各種カムシャフトとは明確に区別して販売している。
この様に、ロッカーアームの長さの組み合わせ次第でハイカムにもローカムにもなってしまうため、ロッカーアーム式のSOHCやOHVのカムは直動式DOHCのカムと比較して、カム山の目視だけでおおよそのカムプロフィールを類推する事が難しいとされている。

## OHVにおけるハイマウントカムシャフト
バルブリフトを増大させるハイカムとは別に、OHVにおけるプッシュロッドの短縮化を目的としたハイマウントカムシャフトもハイカムと略される場合がある。カムプロフィールそのものはそれ以前のローマウントカムシャフトと変わらない場合が多いが、プッシュロッドの慣性重量が減少し、SOHCと同等の高回転化が図れる。古くはアメリカ車の高性能V8エンジンでその概念が登場し、日本製エンジンでは民生デイゼルのUDエンジン、トヨタ・K型エンジン、トヨタ・T型エンジン（ただしDOHCヘッドの2T-G系、および3T-G系、4T-G系は除く）、日産・A型エンジン、三菱・4G4系エンジンなどでこの形式が採用され、日産・A型エンジンのようにプライベートチューンのベースとなり、名機と呼ばれるようになったものも多い。